# Yuliya Yelistratova
Yuliya Yelistratova-Sapunova (ukrainien : Юлія Олександрівна Єлістратова), née le 15 février 1988 à Ovroutch (Union soviétique), est une triathlète professionnelle, double championne d'Ukraine en 2014 et en 2021.

## Biographie
En mai 2014, dans un contexte politique rendu difficile par l'annexion en cours de la Crimée par la Russie. Yuliya Yelistratova et son compatriote Yegor Martynenko remporte l'étape de la coupe d'Europe organisée pour la première fois sur le territoire de l'Ukraine.
Yuliya Yelistratova a été contrôlée positive à l'EPO lors d'une course le 5 juin 2021 en ukraine à 
Dnipro, dans le cadre d'une épreuve de Coupe d'Europe. L'affaire étant révélée un mois plus tard, l'Ukrainienne a été suspendue et n'a pas pu s'aligner au départ du triathlon des Jeux olympiques de Tokyo 2020.

## Palmarès
Le tableau présente les résultats les plus significatifs (podium) obtenus sur le circuit national et international d'aquathlon et de triathlon depuis 2007,.
| Année | Compétition                                       | Pays        | Position           | Temps           |
| ----- | ------------------------------------------------- | ----------- | ------------------ | --------------- |
| 2021  | Championnats d'Ukraine de triathlon               | Ukraine     | Médaille d'or      | 2 h 9 min 10 s  |
| 2019  | Coupe d'Europe - l'étape sprint d'Alanya          | Turquie     | Médaille d'or      | 57 min 24 s     |
| 2019  | Coupe d'Europe - l'étape sprint de Constanta      | Roumanie    | Médaille d'or      | 1 h 6 min 10 s  |
| 2018  | Coupe du monde - l'étape de Salinas               | Équateur    | Médaille d'or      | 58 min 19 s     |
| 2018  | Coupe d'Europe - l'étape d'Alanya                 | Turquie     | Médaille d'or      | 2 h 4 min 36 s  |
| 2018  | Coupe d'Europe - l'étape sprint de Dnipro         | Ukraine     | Médaille d'or      | 1 h 1 min 3 s   |
| 2016  | Championnat d'Europe                              | Portugal    | Médaille d'argent  | 2 h 4 min 19 s  |
| 2016  | Coupe d'Europe - l'étape de Karlovy Vary          | Tchéquie    | Médaille d'or      | 2 h 7 min 22 s  |
| 2016  | Coupe d'Europe - l'étape sprint de Tønsberg       | Danemark    | Médaille d'or      | 1 h 2 min 12 s  |
| 2016  | Coupe d'Europe - l'étape sprint de Holten         | Pays-Bas    | Médaille d'or      | 1 h 1 min 48 s  |
| 2015  | Coupe du monde - l'étape d'Alanya                 | Turquie     | Médaille d'or      | 1 h 59 min 32 s |
| 2015  | Coupe d'Europe - l'étape de Sotchi (Finale)       | Russie      | Médaille d'argent  | 1 h 59 min 35 s |
| 2015  | Coupe d'Europe - l'étape sprint de Bourgas        | Bulgarie    | Médaille d'or      | 1 h 1 min 39 s  |
| 2014  | Championnats d'Ukraine de triathlon               | Ukraine     | Médaille d'or      | 2 h 10 min 25 s |
| 2014  | Championnat du monde d'aquathlon                  | Canada      | Médaille d'argent  | 0 h 27 min 52 s |
| 2014  | Coupe d'Europe - l'étape de Madrid                | Espagne     | Médaille d'or      | 2 h 10 min 2 s  |
| 2014  | Coupe d'Europe - l'étape de Constanta-Mamaia      | Roumanie    | Médaille d'or      | 2 h 9 min 18 s  |
| 2014  | Coupe d'Europe - l'étape de Kyiv                  | Ukraine     | Médaille d'or      | 2 h 5 min 29 s  |
| 2014  | Coupe d'Europe - l'étape sprint de Dnepropetrovsk | Ukraine     | Médaille d'or      | 1 h 0 min 50 s  |
| 2013  | Championnat du monde d'aquathlon                  | Royaume-Uni | Médaille de bronze | 0 h 32 min 8 s  |
| 2013  | Coupe d'Europe - l'étape sprint de Tartu          | Estonie     | Médaille d'or      | 1 h 2 min 40 s  |
| 2010  | Coupe du monde - l'étape de Tiszaújváros          | Hongrie     | Médaille d'or      | 2 h 1 min 1 s   |
| 2009  | Coupe d'Europe - l'étape de Brno                  | Tchéquie    | Médaille d'or      | 2 h 4 min 25 s  |
| 2009  | Coupe d'Europe - l'étape d'Eilat                  | Israël      | Médaille d'or      | 2 h 8 min 36 s  |
| 2007  | Coupe d'Europe - l'étape d'Alanya                 | Turquie     | Médaille d'or      | 2 h 2 min 2 s   |